# Neosphaerellopsis
Neosphaerellopsis is een monotypisch geslacht van schimmels behorend tot de familie Phaeosphaeriaceae. Het bevat alleen Neosphaerellopsis thailandica.